# Theodosius I
Flavius Theodosius Augustus (11 tháng 1 năm 347 – 17 tháng 1 năm 395), cũng được gọi là Theodosius I hay Theodosius Đại đế, là hoàng đế La Mã) trị vì từ năm 379 đến khi chết năm 395, và là hoàng đế đầu tiên của của Vương triều Theodosius. Theodosius là vị vua cuối cùng thống nhất được các mảng phía Tây và Đông của đế quốc La Mã.
Là con của 1 viên tướng người gốc Tây Ban Nha, Theodosius I được lập làm vua Đông La Mã sau khi hoàng đế Valens bị quân Goth giết tại trận Hadrianopolis. Trong mấy năm đầu trị quốc của Theodosius, quân đội Goth tiếp tục mở các đợt tấn công vào La Mã và đến năm 382, Theodosius chặn được đà tiến của người Goth. Tuy nhiên, nhân lực và tài lực của La Mã đã suy thoái trầm trọng đến mức Theodosius phải chấp nhận cho dân Goth định cư trên lãnh thổ Đông La Mã. Đồng thời Theodosius cũng cho phép người Goth gia nhập quân đội La Mã, và tận dụng nhân lực của họ để thực hiện 2 cuộc chiến tranh tàn khốc với Tây La Mã vào các năm 388-394, đỉnh điểm là trận sông Frigidus (394) khi Theodosius thắng vua Tây La Mã Eugenius và thống nhất toàn bộ đế quốc. Bên cạnh đó, những cuộc chiến tranh này gây thiệt hại rất lớn cho cả hai phe, và điều đó góp phần đẩy mạnh sự suy vong của La Mã.
Về nội trị, Theodosius tuyên bố xác lập Ki-tô giáo là tôn giáo chính thức của nhà nước La Mã. Không những thế, Theodosius không hề ngăn cản hay trừng phạt các tín đồ Ki-tô giáo phá hủy những đền, miếu tiêu biểu của tôn giáo đa thần cổ Hy-La – trong đó có điện Apollo ở Delphi và miếu Serapeum tại Alexandria. Theodosius cũng cho giải tán đoàn thể trinh nữ Vestal tại thành phố Roma. Năm 393, Theodosius cũng cấm chỉ các nghi lễ đa thần giáo trong các đại hội thể thao Thế vận hội cổ đại ở Hy Lạp. Sau khi Theodosius băng hà, 2 người con thơ ấu của Theodosius là Arcadius và Honorius lần lượt kế thừa phần phía đông và phía tây của đế quốc; từ đây, La Mã bị chia cắt mãi mãi cho đến khi Tây La Mã diệt vong năm 476 và Đông La Mã sụp đổ năm 1453.

## Sự nghiệp

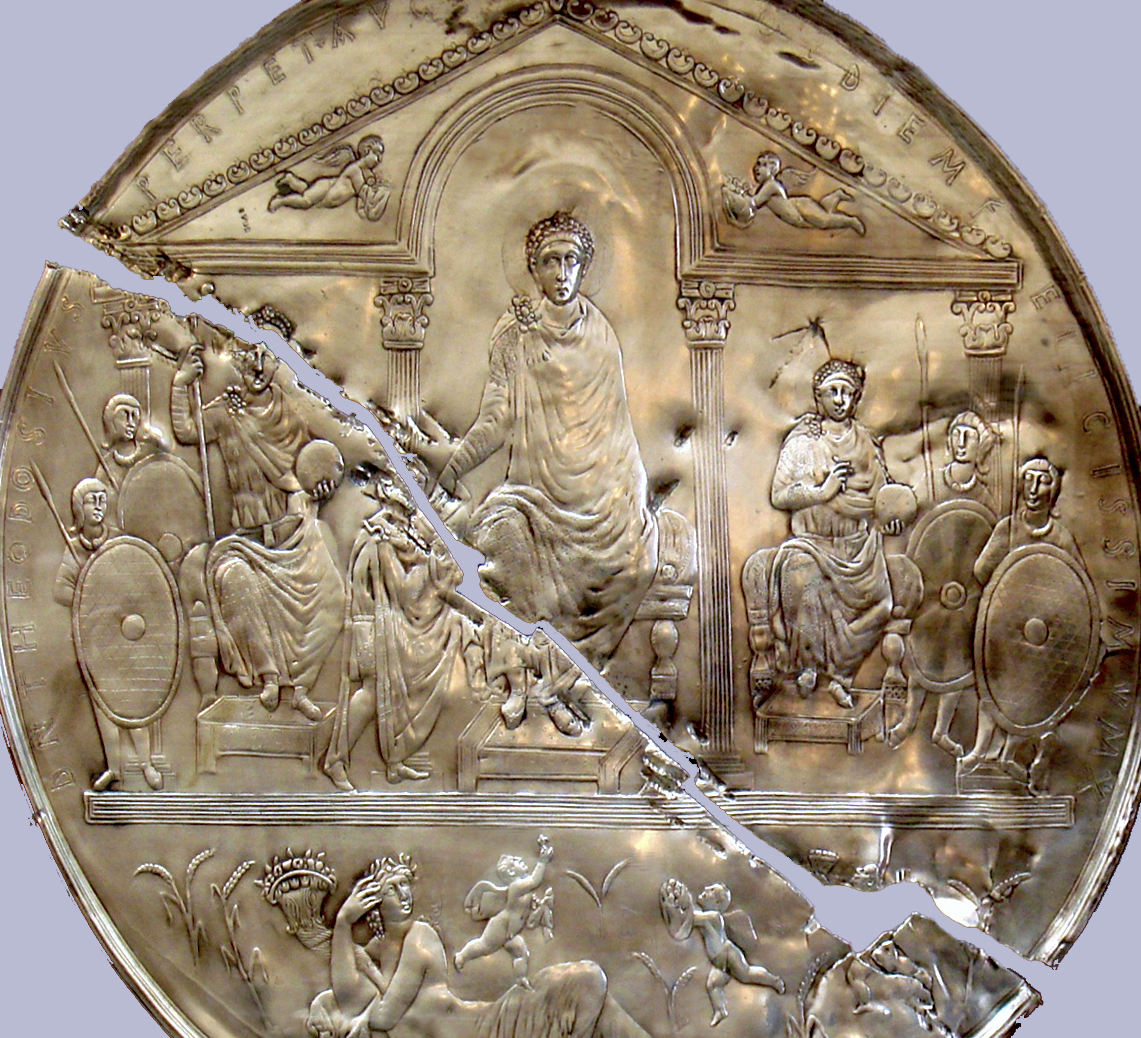
Hội trường Theodosius I, được khám phá năm 1847 ở Almendralejo.

Theodosius sinh ở vùng Cauca hoặc Italica, Tây Ban Nha, là con của tướng Flavius Theodosius. Ông Theodosius (cha) là một trung thần của hoàng đế Valentinianus I, đã làm quan đến chức Trưởng quan kỵ binh (Maquiser Equirium). Theodosius (cha) đã dạy cho con mình về binh thư và nếp sống kỷ luật của người La Mã, đồng thời vời nhiều văn nhân có tiếng đến dạy về văn hóa cho Theodosius (con). Theo chân cha, Theodosius (con) đã tham gia đàn áp một cuộc nổi dậy trên đảo Britannia năm 368. Đến năm 374, Theodosius (con) được hoàng đế Tây La Mã phong làm trấn thủ Moesia ở hạ lưu sông Donau. Tại đây Theodosius đã đánh bại một số cuộc xâm lấn của các man tộc phía bắc La Mã. Không lâu sau đó, Theodosius (cha) đột ngột thất sủng và bị hành quyết, và bản thân Theodosius (con) cũng từ giã quan trường và trở về Tây Ban Nha. Lý do chính của việc cáo quan của Theodosius (con), và mối liên hệ (nếu có) giữa sự kiện này và việc hành quyết Theodosius (cha) là điều mà chúng ta không hiểu rõ được. Có lẽ Theodosius (con) đã bị Valentinianus I sa thải sau khi để mất 2 quân đoàn trong 1 cuộc chiến với người Sarmatia cuối năm 374.
Năm 375, Valentinianus chết. Tình hình chính trị La Mã trở nên rối ren. Theodosius cùng gia đình dời sang cư ngụ ở tỉnh Gallaecia (ngày nay Galicia, Tây Ban Nha) để tránh sự truy sát của những người trước đây có hiềm khích với Theodosius (cha). Sinh thời, Valentinianus I cai trị Tây La Mã và giao Đông La Mã cho em ông ta là Valens cai quản. Sau khi Valentinianus mất, hai con của ông ta là Valentinianus II và Gratianus chia nhau cai trị Tây La Mã. Năm 378, vua Goth là Fritigern xua quân xâm lược Đông La Mã. Quân Đông La Mã ban đầu thắng; nhưng sau đó trong trận Hadrianopolis năm 379, quân Goth đã đánh tan quân đội Đông La Mã và giết chết Valens. Cháu Valens là Gratianus nhớ ngay đến Theodosius, lúc này đã 32 tuổi và đang ở Tây Ban Nha. Tuy gia đình Theodosius không có mối quan hệ tốt đẹp với hoàng tộc nhà Valentinianus, Gratianus phán đoán năng lực của Theodosius là rất cần thiết để cứu La Mã khỏi cơn khủng hoảng. Do đó Gratianus xuống chiếu khẩn cấp vời Theodosius sang giải nguy cho Đông La Mã. Do Valens không có con nối dõi, Gratianus dự định sẽ tấn phong Theodosius làm hoàng đế Đông La Mã nếu thấy ông có đầy đủ thực lực cần có.
Cuối mùa hè năm 378, Theodosius đi thị sát lãnh thổ Đông La Mã, và tại Sirmium ông được lãnh chức Quân trưởng Đông La Mã (Magister Militum). Lúc này quân đội Sarmatia đang đánh phá biên giới phía Tây song Donau đối diện với Pannonia, và Theodosius đã đánh bại được quân Sarmatia. Tuy mối đe dọa đến từ người Goth là nguy hiểm hơn rất nhiều so với người Sarmatia, thắng lợi của Theodosius đã củng cố niềm tin của vua Gratianus vào khả năng cầm quân của ông. Ngày 19 tháng 1 năm 379, Theodosius I được tấn phong làm hoàng đế Đông La Mã, ngoài ra Gratianus cũng giao vùng Macedonia cho Theodosius. Năm 383, một tướng Tây La Mã làm binh biến giết Gratianus, sau đó Theodosius phong luôn con trưởng của mình là Arcadius làm vua cai trị Tây La Mã cùng Valentinianus II. Đến năm 392, khi Valentianus II tự sát, Theodosius trở thành người duy nhất có tiềm năng cai tri toàn bộ La Mã. Theodosius đã chỉ định con trai út là Honorius Augustus làm phó hoàng đế của Tây La Mã đóng ở Mediolanum vào ngày 23 tháng 1 năm 393, và đến ngày 6 tháng 9 năm 394, quyền lực của Theodosius I trên toàn La Mã được củng cố khi ông đánh bại viên tướng cướp ngôi Eugenenius trong trận Frigidus (sông Vipava, ngày nay là Slovenia) đẫm máu.

## Gia đình
Người vợ đầu tiên của Theodosius là Aelia Flaccilla Augusta, dường như có nguồn gốc Tây Ban Nha. Bà này kết hôn với Theodosius trong thời gian ông ta sống ẩn dật tại Tây Ban Nha. Với Flaccilla, Theodosius có hai con trai là Arcadius và Honorius và một con gái là Aelia Pulcheria; Arcadius là người thừa kế của Theodosius ở phía Đông và Honorius ở phương Tây. Cả Flaccilla Aelia và Pulcheria đều mất trong năm 385.
Vợ thứ hai của Theodosius (nhưng không bao giờ tuyên bố là hoàng hậu) là Galla, con gái của hoàng đế Valentinianus I với người vợ thứ hai Justina. Theodosius và Galla đã có một con trai tên là Gratianus, sinh năm 388 và đã chết trẻ và một cô con gái Galla Aelia Placidia (392-450). Placidia là người con duy nhất sống sót đến tuổi trưởng thành và sau này kết hôn với vua Constantius III.

## Chính sách ngoại giao với người Goth
Người Goth và các đồng minh của họ (Vandali, Taifalae, Bastarnae và cư dân Carpi bản địa) chiếm đóng tại tỉnh Dacia và phía đông Tiểu Pannonia là một mối bận tâm của Theodosious. Cuộc khủng hoảng Goth rất nghiêm trọng mà khiến cho vị đồng hoàng đế với ông, Gratian từ bỏ quyền kiểm soát của các tỉnh Illyria và rút tới Trier ở Gaul để cho Theodosius hành động mà không bị trở ngại. Một điểm yếu lớn của La Mã sau thất bại tại Adrianople là việc tuyển dụng các rợ để chống lại các tộc man rợ khác. Để xây dựng lại quân đội La Mã của phía Tây, Theodosius cần thiết phải tìm được binh lính và do đó, ông quay sang những người có khả năng nhất trong tay mình lúc này: các rợ dân gần đây định cư trong đế quốc. Điều này gây ra nhiều khó khăn trong cuộc chiến chống lại rợ khi những chiến binh mới được tuyển dụng đã có ít hoặc không có lòng trung thành với Theodosius.

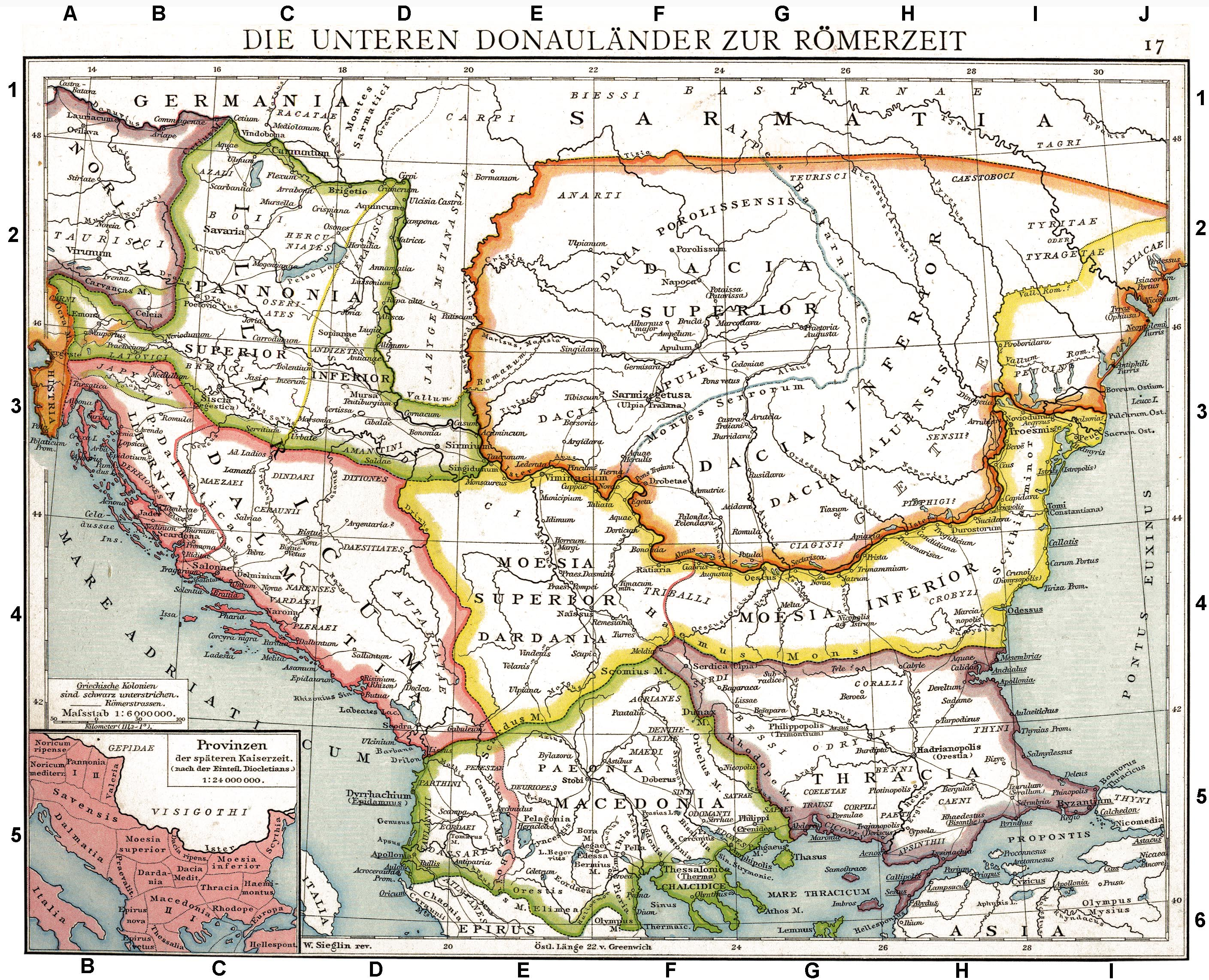
Các tỉnh La Mã dọc theo sông Ister (Danube), bao gồm Dacia, Moesia và Thrace, cùng với các vùngSarmatia ở phía Bắc và Germania ở phía Tây Bắc.

Theodosius I đã giảm sự tốn kém của việc chuyển những tân binh được chiêu mộ của ông đến từ Ai Cập và thay thế họ bằng những người nhiều kinh nghiệm hơn người La Mã, nhưng vẫn còn thiếu trung thành mà kết quả là những thất bại quân sự. Sau đó Gratianus đã phái binh tướng đến để xóa bỏ các khu định cư tại Illyria (Pannonia và Dalmatia) của người Goth, và Theodosius I cuối cùng đã có thể trở về thủ đô Constantinopolis ngày 24 tháng 11 năm 380, sau hai năm trên chiến trường.Hiệp ước cuối cùng với lực lượng còn lại của người Goth, đã được ký kết vào ngày 03 tháng 10 năm 382, cho phép một lực lượng lớn chủ yếu là dân Đông Goths định cư dọc theo biên giới phía nam sông Danube ở tỉnh Thrace.
Bây giờ những người Goth định cư trong đế chế, như là kết quả của các điều ước, họ phải tham gia nghĩa vụ quân sự để chiến đấu cho những người La Mã như là một đội quân quốc gia riêng biệt, đối lập với việc tham gia vào lực lượng quân sự La Mã . Tuy nhiên, nhiều người Goth sẽ phục vụ trong những quân đoàn La Mã và những người khác, như là foederati, trong một chiến dịch đơn lẻ, trong khi những nhóm dân Goth khác chuyển đổi lòng trung thành của mình và trở thành một yếu tố gây bất ổn trong cuộc đấu tranh nội bộ để kiểm soát đế chế.
Trong năm 390, dân cư vùng Thessalonica nổi dậy chống lại lực lượng đồn trú người Goth. Các chỉ huy quân đồn trú đều bị giết trong cuộc xô xát. Để trả đũa, Theodosius sử dụng lính Goth tàn sát tất cả các khán giả trong trường đua của Thessalonica; Theodoret, một nhân chứng đương đại ghi lại sự kiện này:

... cơn giận của Hoàng đế lên cao tột độ, và ông làm thỏa mãn sự khát khao trả thù cay độc của mình bằng việc chém giết tất cả mọi người, kể cả người vô tội lẫn có tội, một cách điên cuồng nhất và phi lý nhất. Người ta nói có 7 nghìn người đã bị giết mà tuyệt đối không thông qua bất kỳ hình thức xét xử của luật pháp, thậm chí không cần phán quyết nào của tòa án; họ bị chém hàng loạt như bông lúa bị người nông dân cắt trong mùa thu hoạch.

Do vụ thảm sát tàn bạo này mà Theodosius bị giám mục Milano là Thánh Ambrose phạ vạ tuyệt thông. Ambrose yêu cầu Theodosius phải sám hối liên tục giống như vua David sau khi giết Uriah để cướp vợ ông này là Bathsheba. Phải sau nhiều tháng sám hối, Theodosius mới được nhận lại vào cộng đồng Ki-tô giáo.
Trong những năm cuối Triều đại của Theodosius, một trong những nhà lãnh đạo mới nổi của những người Goth, tên là Alaric, tham gia chiến dịch của Theodosius chống lại Eugenius năm 394, chỉ để bắt đầu những hành động nổi loạn chống lại con trai của Theodosius và là người kệ vị phía đông, Arcadius, ngay sau khi Theodosius qua đời.

## Những cuộc nội chiến trong đế chế

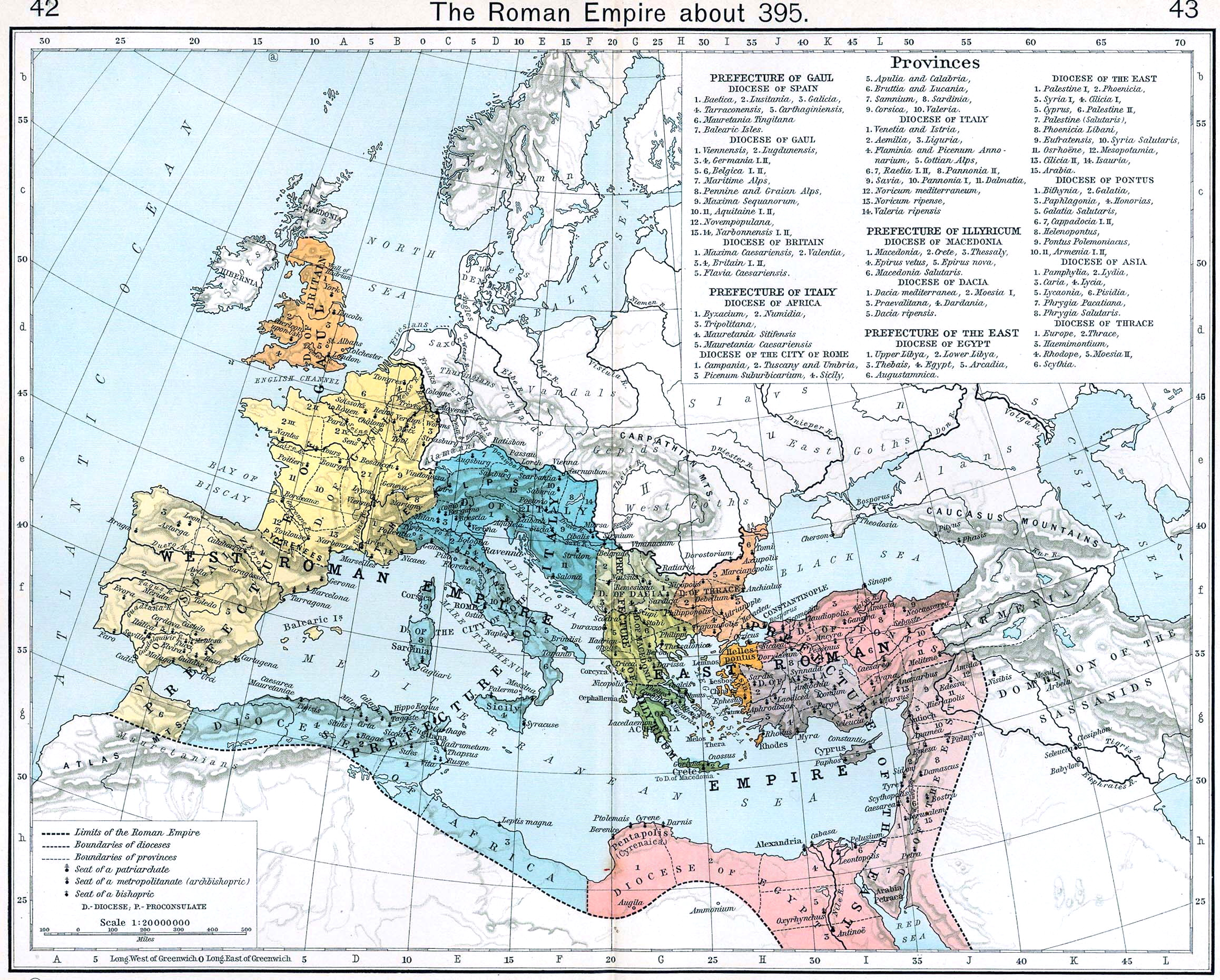
Đế quốc La Mã năm 395, dưới thời cai trị của Theodosius I.

Sau cái chết của Gratian năm 383, Theodosius chuyển trọng tâm bành trướng sang Tây La Mã; tại đây, triều đình vua Valentinianus II đã mất hầu hết các tỉnh phía tây (ngoại trừ Ý) về tay phe đối lập do tướng Magnus Maximus cầm đầu. Sự lớn mạnh của phe Maximus ảnh hưởng tiêu cực tới quyền lợi của Theodosius vì Valentinianus II là một đồng minh quan trọng của Đông La Mã. Tuy nhiên, Theodosius đã không thể làm được gì nhiều để đối phó Maximus do khả năng quân sự của Theodosius vẫn không đủ và Theodosius buộc phải giữ sự chú ý của ông đối với các vấn đề địa phương. Tuy nhiên, khi Maximus đã bắt đầu một cuộc xâm lược Ý năm 387, Theodosius đã buộc phải hành động.
Các đội quân của Theodosius và Maximus đã chạm trán nhau tại Poetovio năm 388 và Maximus đã bị đánh bại. Ngày 28 tháng 8 năm 388 Maximus đã bị hành quyết. Vấn đề phát sinh một lần nữa, sau khi Valentinian đã được tìm thấy treo cổ trong phòng của mình. Đại tướng Quân Arbogast cho rằng Valentinianus II đã tuyên bố tự sát.
Arbogast, không thể lên ngôi Hoàng đế, đã chọn Eugenius, một cựu thầy giáo thuật hùng biện, lên Đế vị. Eugenius bắt đầu một quá trình khôi phục lại niềm tin Đa thần giáo, và tìm kiếm, trong vô ích sự công nhận của Theodosius I. Trong tháng 1 năm 393, Theodosius I Đại Đế đã băn cho con trai ông Honorius quyền hạn đầy đủ của "Augustus" ở phương Tây, với lý do Eugenius là Hoàng đế không hợp pháp.
Tiếp đó, Theodosius I tiến hành chiến dịch chống lại Eugenius. Hai đội quân đối mặt trong trận Frigidus vào tháng 9 năm 394. Cuộc chiến bắt đầu vào ngày 05 tháng 9, năm 394, với cuộc tấn công toàn diện vào lực lượng của Eugenius. Theodosius bị đẩy lui vào ngày đầu tiên, và Eugenius nghĩ rằng đó đã là toàn bộ trận chiến nhưng nó vẫn còn. Tuy nhiên, trong trại Theodosius, thất bại ngày hôm đó đã làm mất tinh thần. Người ta nói rằng Theodosius đã được tới thăm bởi hai "người từ trên trời toàn màu trắng" đã cho ông lòng can đảm. Ngày hôm sau, trận chiến bắt đầu một lần nữa và lực lượng của Theodosius được hỗ trợ bởi một hiện tượng tự nhiên được biết đến là Bora, trong đó tạo ra gió xoáy. Bora thổi trực tiếp nhằm vào lực lượng của Eugenius và phá vỡ hàng ngũ. Trại của Eugenius đã bị thất thủ, và Eugenius đã bị bắt và ngay sau đó bị hành quyết. Từ đây, Theodosius đã trở thành hoàng đế duy nhất của đế quốc La Mã.

## Bảo trợ nghệ thuật
Theodosius đã giám sát việc vận chuyển một đài tưởng niệm Ai Cập vào năm 390 từ Alexandria đến Constantinopolis. Nó bây giờ được gọi là đài tưởng niệm của Theodosius và vẫn còn đứng ở trong trường đua Hippodrome, đường đua là trung tâm của đời sống cộng đồng của Constantinopolis và nơi diễn ra những bất ổn chính trị.